# Бертран, Марсель Александр
Марсель Александр Бертран (2 июля 1847, Париж — 13 февраля 1907) — французский геолог.

## Биография
Марсель Александр Бертран родился в городе Париже, был сыном математика Жозефа Луи Франсуа Бертрана. В 1867 году поступил в Политехническую школу, в 1869 году перешёл в Горную школу Парижа. Начиная с 1877 года он проводил геологическое изучение Прованса, Юры и Альпы. В 1886 году он стал преподавателем в Горной школе, а в 1896 году — членом Французской академии наук.
Бертран был одним из основателей современной тектоники, одним из авторов теории «волнового» горообразования (согласно ей, в течение последовательных геологических эпох происходило наращивание массивных складок земной поверхности) и автором гипотезы тектонического покрова.
Ему же принадлежит описание третичных и отчасти мезозойских отложений Андалусии.